# Athyrium zayuense
Athyrium zayuense  (лат.) — вид травянистых папоротников рода Кочедыжник (Athyrium) семейства Щитовниковые (Dryopteridaceae). Растение впервые действительно описано в 1994 году китайским ботаником Чжун Жэнь Ваном.
Впервые этот вид был упомянут в литературе под названием Athyrium chayuense Z.R.Wang в 1993 году, однако в той публикации отсутствовало. Через год Ван Чжун Жэнь опубликовал действительное описание таксона, немного изменив его первоначальное название.
Китайское название — «察隅蹄盖蕨».

## Распространение, описание
Эндемик Китая; распространён в Тибетском автономном районе, в уезде Дзаю. Произрастает в высокогорных (~ 3350 м) пихтовых лесах.
Длина вай (листьев) 38—40 см, черешок длиной 12—14 см, 1—1,5 мм в диаметре. Вайи заострённые, с тёмно-коричневой каймой. Сорусы продолговатой формы, расположены обычно по 3 пары на каждом листочке, с бледно-коричневым индузием.
Внешне схож с Athyrium dubium, от которого отличается гораздо более мелкими листочками и чёрными чешуйками в основании черешка вайи.